# Дорохово (аеродром)
Дорохово (також (рос.)Бежецьк) — колишня авіабаза в Бежецькому районі Тверської області, Росія, розташована 7 км на південний захід від Бежецька. Це невелика база перехоплювачів з приблизно 10 майданчиками для чергування винищувачі та деякими іншими майданчиками. 

## Історія
У 1967 році тут базувались одні з перших винищувачів Су-15 611-го авіаполку, який літав на 39 літаках Су-15 у 1970-х роках і на літаках Су-27 у 1990-х роках.  У ньому також були літаки МіГ-31.   З 1960-х по 1990-ті роки полк входив до складу 3-го корпусу ППО Московського району ППО.